# Guy Delage
Pour les articles homonymes, voir Delage.
 (avril 2011).
Si vous disposez d'ouvrages ou d'articles de référence ou si vous connaissez des sites web de qualité traitant du thème abordé ici, merci de compléter l'article en donnant les références utiles à sa vérifiabilité et en les liant à la section « Notes et références ».
Guy Delage (8 novembre 1952, Bézu-Saint-Germain, Aisne, France) est un aventurier ingénieur sportif connu pour ses exploits océaniques et aériens. Il s'applique en tant que concepteur, constructeur, explorateur à rechercher les solutions les plus respectueuses de l'environnement. Il participe à de nombreux programmes scientifiques visant à une meilleure connaissance du milieu marin.

## Biographie
Très jeune Guy Delage se prend de passion pour la natation, la mer, puis la voile. En 1971, il passe un brevet de maître nageur sauveteur et de moniteur de voile.
Il effectue son service militaire en 1973 dans la Marine nationale.
En 1975, il réalise sa première traversée de l’océan Atlantique à la voile comme skipper.
En 1978, il conçoit et participe à la construction d'un voilier monocoque de 12 mètres, le Salamandre, pour prendre le départ de la course transatlantique Route du Rhum. Il se classe deuxième dans la catégorie des voiliers de moins de 12 m et neuvième au classement général.
En 1980, Guy Delage entreprend la construction de son premier bateau en matériau composite. Il construit un voilier multicoque de type « prao atlantique », comportant une coque principale et un seul flotteur placé "sous le vent". Avec ce prao nommé Funambule, il remporte successivement en 1981, le tour de la Guadeloupe, le trophée des multicoques et établit le record de vitesse en catégorie « open », pendant la Semaine de Brest. Il participe à de nombreuses courses comme New York - Brest course pendant laquelle il bat le record de la goélette Atlantic de Charlie Barr.
Guy Delage construit par la suite deux autres praos type pacifique (flotteur au vent) : 

- Rosières qui chavire en 1982, au départ de la Route du Rhum

- Montpellier-Languedoc-Roussillon, qui connaît deux démâtages, au mouillage en décembre 1984 et en mer en juin 1985. Le projet est abandonné à la suite d'une décision politique consécutive au changement de majorité du conseil régional de Languedoc-Roussillon.
En 1985, Guy Delage passe son brevet de pilote d'avion ultra-léger motorisé (ULM).
En 1991, il traverse l'océan Atlantique du Cap-Vert au Brésil sans escale en 27 heures aux commandes d'un avion ultra-léger motorisé. Plusieurs programmes expérimentaux de recherche sur le sommeil et sur la fiabilisation des systèmes de navigation sont mis au point pour l'occasion.
Le 9 février 1995, Guy Delage devient la première personne à avoir traversé l'océan Atlantique à la nage et en dérive. Il part le 16 décembre 1994 du Cap-Vert et parcourt 3 735 kilomètres pour enfin atteindre l'île de la Barbade aux Antilles . Au total, il lui aura fallu 55 jours pour la traversée avec 6 à 8 heures de nage chaque jour. Le flotteur auquel il était rattaché lui a permis de se laisser dériver durant les deux tiers de sa traversée. De nombreux programmes de recherche dans des domaines aussi variés que la physiologie, la nutrition, les matériaux, l'océanographie ont rendu possible cette aventure.
En 1998, Guy Delage tente de traverser l'océan Indien sur un radeau dérivant équipé d'un habitacle sous-marin Ocean Observer suspendu à 7 mètres de profondeur. Après treize jours de dérive, il est contraint d'abandonner cette « Mission Oxygène » à la suite du naufrage de l'habitacle sous-marin, Guy Delage a pu s'extraire de l'habitat avant le naufrage. Il a dérivé dix jours sur le flotteur en attendant les secours.
En 1998, Guy Delage construit entièrement un catamaran de 50 pieds (15 mètres), Itzamma, qui se révèle être un catamaran rapide et polyvalent. Il parcourt 50 000 milles avec entre 2002 et 2006. Le voilier est parfois utilisé comme plateforme pour des expéditions scientifiques.
En 2006, Guy Delage décide de construire un nouveau voilier monocoque de 65 pieds (20 mètres) à l'empreinte carbone réduite au maximum : bois de forêts contrôlées, autonome énergétiquement grâce à son niveau de performances et à la récupération des énergies renouvelables. Le voilier est destiné à effectuer des missions scientifiques à l'empreinte écologique minimum. Dagda a été achevé en 2013. Il puise son énergie dans le soleil et le vent, et utilise ad minima les énergies fossiles. Le 11 août 2015 ce bateau a fait naufrage en Polynésie, à proximité de Tubuai.